# مویسبورگ
مویسبورگ (به آلمانی: Moisburg) یک شهر در آلمان است که در هاربورگ واقع شده‌است. مویسبورگ ۱٬۷۷۶ نفر جمعیت دارد.